# IC 1531
IC 1531 је спирална галаксија у сазвјежђу Вајар која се налази на листи објеката дубоког неба у Индекс каталогу.
Деклинација објекта је - 32° 16' 36" а ректасцензија 0h 9m 35,5s. Привидна величина (магнитуда) објекта IC 1531 износи 12,5 а фотографска магнитуда 13,5. IC 1531 је још познат и под ознакама ESO 349-35, MCG -5-1-38, PGC 684.